# نووه (شاهرود)
نووه یک روستا در ایران است که در دهستان خوارتوران شهرستان شاهرود واقع شده‌است. نووه ۶۲ نفر جمعیت دارد.